# Utricularia moniliformis
Utricularia moniliformis — вид рослин із родини пухирникових (Lentibulariaceae). 

## Біоморфологічна характеристика
Це крихітна комахоїдна трава. Паски у діаметрі менш як 1 мм, лежать нижче рівня землі для захоплення та перетравлення дрібних найпростіших і личинок комах. Рослина цвіте з липня по грудень.

## Середовище проживання
Ендемік центральної Шрі-Ланки.
Його можна знайти на вологих каменях, а також на стовбурах дерев.